# Salomon Brothers
Salomon Brothers, Inc. – były amerykański bank inwestycyjny z siedzibą w Nowym Jorku. Było to jedno z pięciu największych przedsiębiorstw bankowości inwestycyjnej.
Bracia Salomon obsługiwali wiele największych korporacji w USA. Był wiodącym gwarantem emisji obligacji korporacyjnych i jedną z czołowych firm zajmujących się kontraktami terminowymi i opcjami (znanymi jako „instrumenty pochodne”) oraz sekurytyzacją w szeregu klas aktywów, w tym papierów wartościowych na rynku nieruchomości komercyjnych.

## Historia
Założony w 1910 roku przez Arthura, Herberta i Percy’ego Salomonów oraz urzędnika Bena Levy’ego. Założyciele firmy Salomon Brothers są potomkami Hayma Salomona, głównego finansisty wojny o niepodległość Stanów Zjednoczonych, konsula we Francji i przyjaciela z dzieciństwa Roberta Morrisa, ojca założyciela i superintendenta finansów Stanów Zjednoczonych.
Salomon został przejęty przez Travelers Group w 1997 roku. Po fuzji tego ostatniego z Citicorp w 1998 r. Salomon stał się częścią Citigroup. Połączone operacje bankowości inwestycyjnej stały się znane jako Salomon Smith Barney. 7 World Trade Center, które służyło jako siedziba przedsiębiorstwa Salomon Brothers, było nadal używane jako główne biuro przedsiębiorstwa po połączeniu jej z Salomon Smith Barney.